# عرب سودانيون
عرب سودانيون يشكل العرب 70% من سكان السودان، وهم مسلمون، على مذهب أهل السنة والجماعة، ويتحدثون اللغة العربية باللهجة السودانية، ويشتمل السودان على عدة قبائل عربية، مثل قبيلة الكواهلة (بني كاهل) اكبر قبيلة في السودان وقبيلة رفاعة الكبرى والمجموعة الجعلية (الجعليين، الشايقية، البديرية،)، وقبائل أخرى مثل المغاربة، دار حامد و الرزيقات والشكرية والبطاحين و وغيرها من القبائل العربية التي هاجرت من شبه الجزيرة العربية واختلطت مع سكان البلاد من النوبيين، وتوجد أيضا قبيلة الرشايدة آخر القبائل العربية التي هاجرت إلى السودان.
وقد يضاف إليهم بعض المجموعات السودانية الأخرى مثل النوبيين الحاليين، الذين هم خليط ما بين القبائل العربية والسكان الأصليين النوبيين. إلا أن الفرق أن تلك المجموعات حافظت على اللغة النوبية. فهناك قبيلة الجوابرة العربية التي امتزجت مع النوبيين فعُدّوا منهم، ويطلق عليهم في النوبية «جبركي».
وأيضا الكنوز (بنو كنز) وهم من قبيلة ربيعة العربية، وكانت لهم دولة عظيمة في بلاد النوبة، وقد اختلطوا بالنوبة. والنوبيون الحاليون لا يختلفون عن القبائل العربية بشمال السودان في الملامح.

## الصفات الشكلية
يتميز العرب السودانيون عموما بالملامح العربية، وبشرة سمراء الى حنطية، ومع أن بعض القبائل العربية في السودان اختلطت بالسكان الأصليين من النوبة والبجا، إلا أنهم لا يعدون من ضمن العرق الأفريقي الأسود (الزنوج)، وليس لهم قسمات وملامح الزنوج. فمثلا الرحالة بوركهارت الذي زار السودان في القرن التاسع عشر، يصف سكان مدينة بربر التي تقع في شمال السودان، وسكانها ينتمون إلى قبيلة الميرفاب العربية، إحدى قبائل المجموعة الجعلية فيقول:
| عرب سودانيون                                                       | وأهل بربر سلالة جميلة، ولون الخلص منهم أسمر داكن.. وليست لهم قسمات الزنوج إطلاقا، فالوجه بيضي، والأنف في كثير منهم إغريقي خالص، وعظم الوجنة لا بروز فيه ولا نتوء. بيد أن في الشفة العليا غلظا خفيفا ينحرف بها عن معايير الجمال عند الأوروبيين، ولكن مع هذا بعيدة الشبه بشفاه الزنوج. | عرب سودانيون |
| — رحلات بوركهارت في بلاد النوبة والسودان- جون لويس بوركهارت، ص174. | |              |

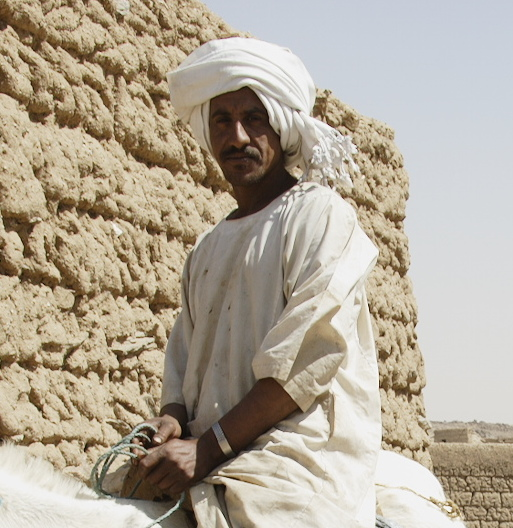
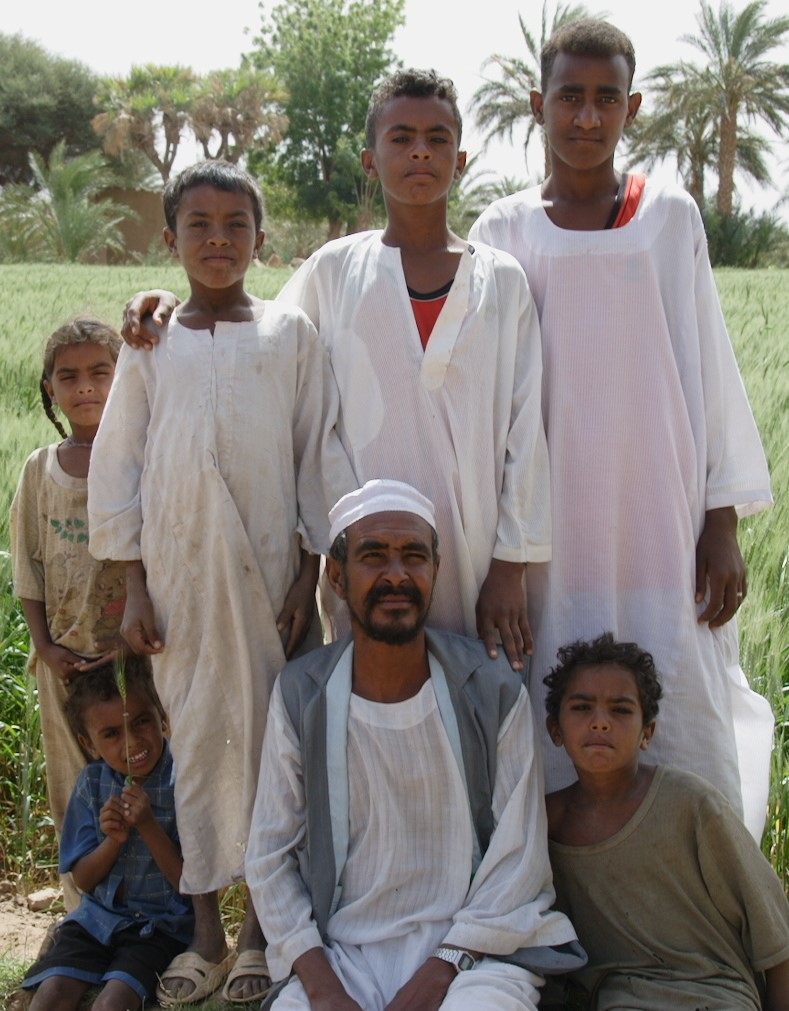
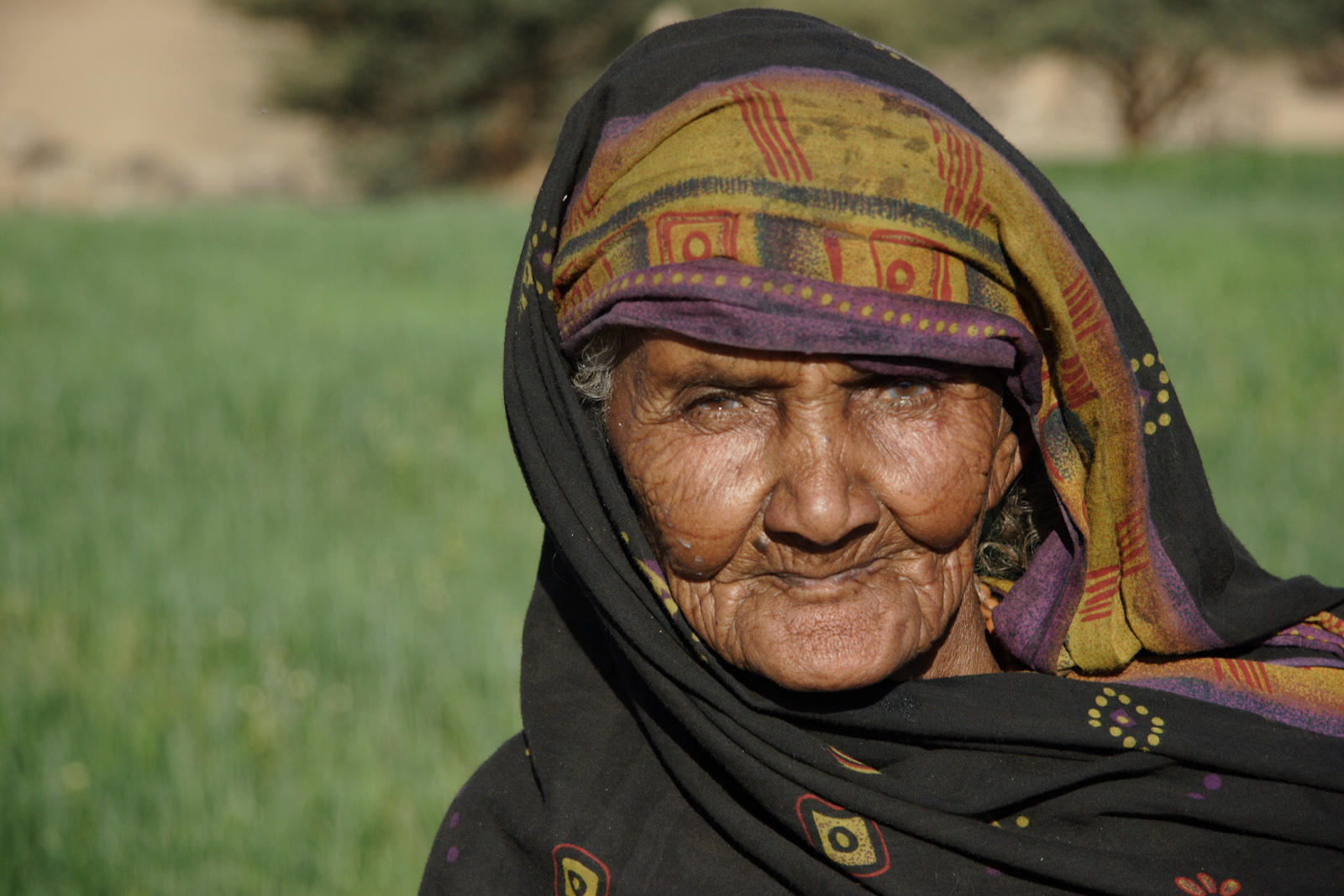
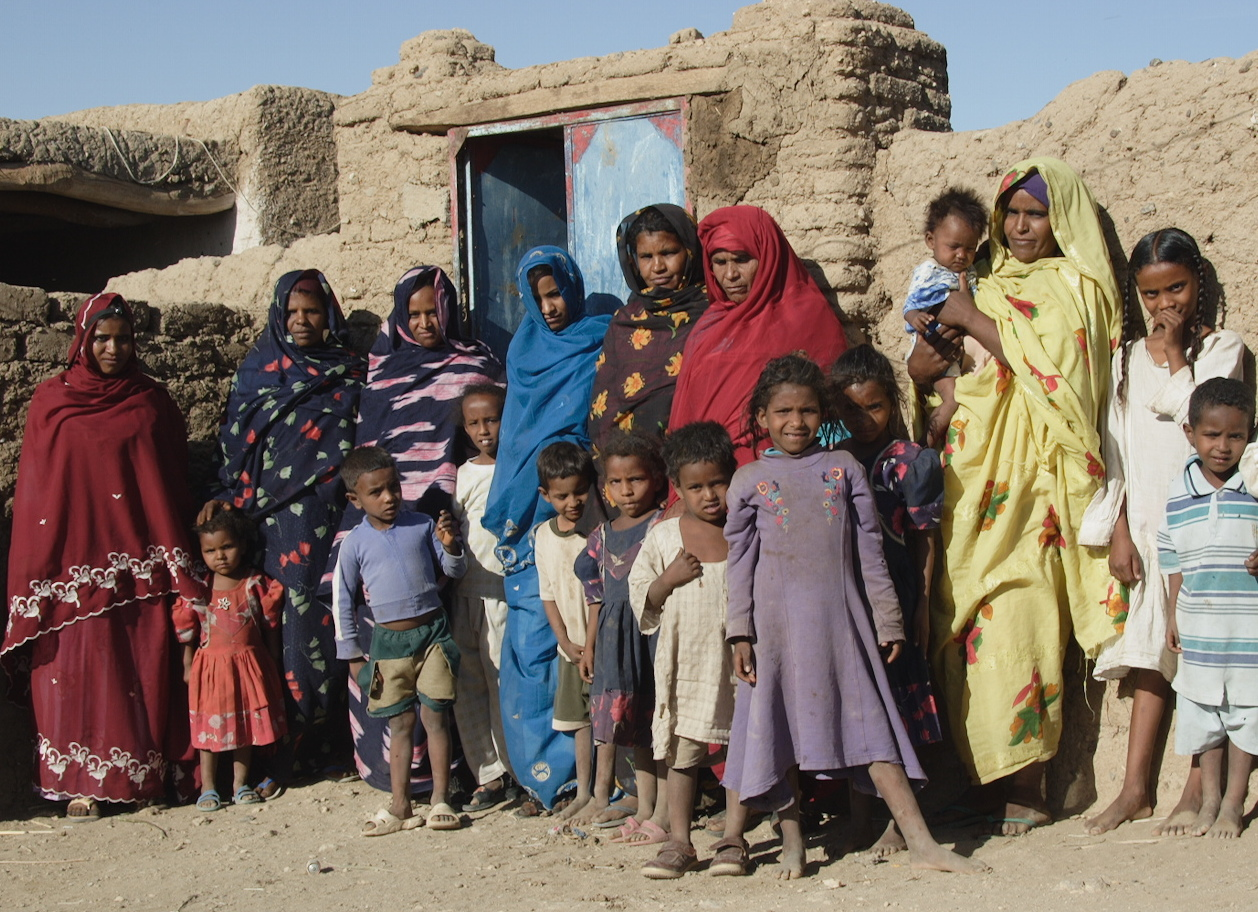

وقد زار مدينة شندي معقل الجعليين، ويقول عن قبيلة الجعليين أحد أكبر القبائل العربية في السودان:| عرب سودانيون                                                       | ويلوح لي بعد أن تأملت سحن رواد السوق أن هؤلاء العرب جميعا من سلالة واحدة، إلا أن البدو الجعليين الخلص القادمين من الصحراء الشرقية أكثر بياضا من سكان ضفاف النيل، ولعل ذلك راجع إلى تحاشيهم الاختلاط بالزنجيات، أو اتخاذ الخليلات منهم، وقد أدهشتني قسمات الكثير من هؤلاء الجعليين، فقد كانت شبيهة كل الشبه بقسمات بدو شرقي شبه الجزيرة العربية، ويزيدون عليهم قصر لحاهم وخفة شعرها. | عرب سودانيون |
| — رحلات بوركهارت في بلاد النوبة والسودان- جون لويس بوركهارت، ص229. | |              |

## اللغة واللهجة

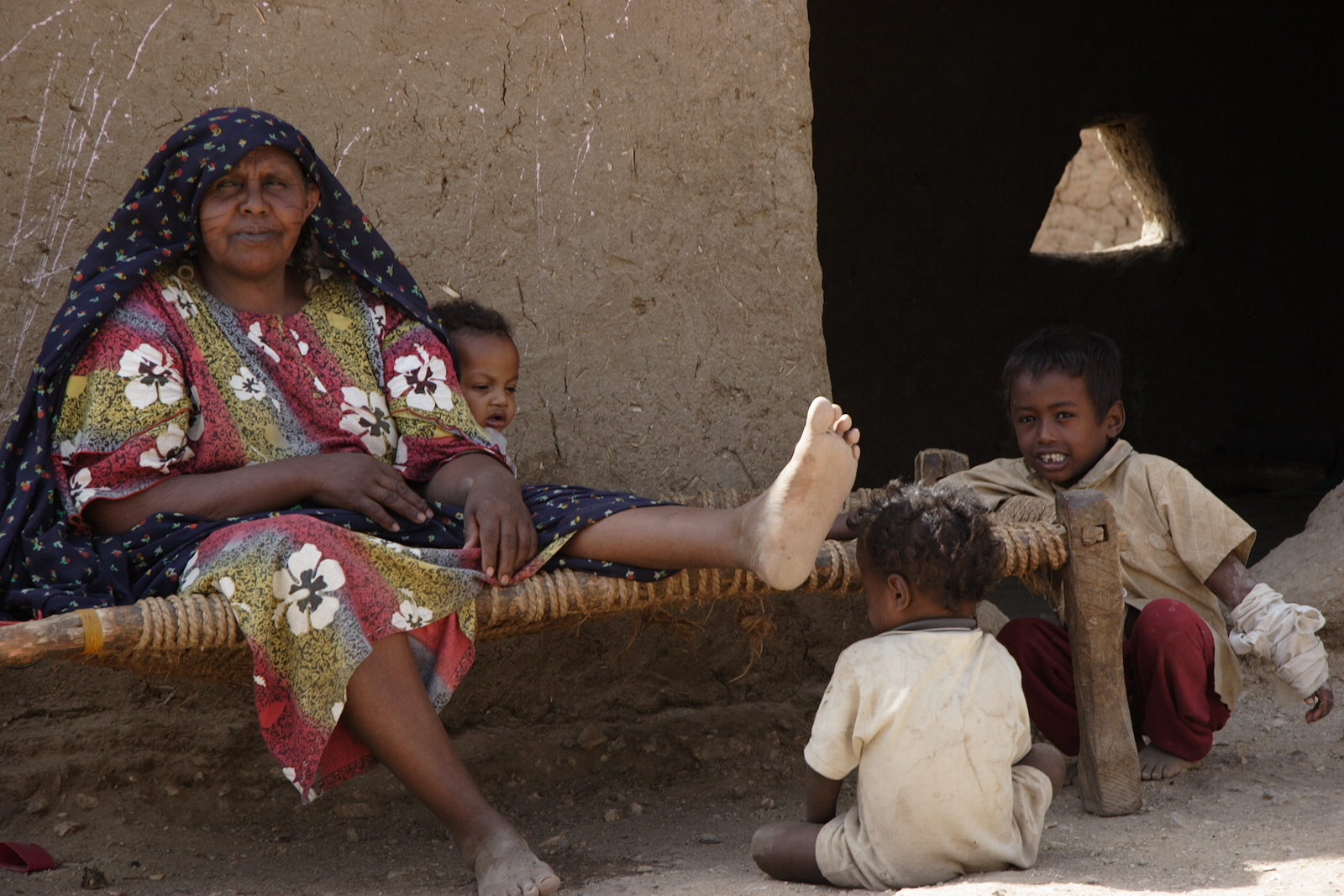
امرأة سودانية من شمال السودان مشلخة بشلوخ الشايقية، مع مجموعة من الأطفال.

يتحدث السودانيون العرب باللغة العربية، ولكن تختلف اللهجات العربية السودانية باختلاف القبيلة، مع كونها كلها متشابهة ومتقاربة ولكن مع بعض الفروقات البسيطة. فمثلا توجد الإمالة عند قبيلة الشايقية وبعض القبائل الأخرى المجاورة لها مثل البديرية والمناصير وغيرها، فكلمة «كريمة» مثلا ينطقونها «كريمي» وكلمة «دايرة» ينطقونها أيضا «دايري». والإمالة موجودة في أصل اللغة العربية، وهي موجودة في العديد من الدول العربية الأخرى. كما توجد لدى كثير منهم ظاهرة العنعنة وهي من لهجة بني تميم، فيقلبون الهمزة في بعض كلامهم عينا، وهي ظاهرة صوتية قديمة لدى بعض قبائل شبه الجزيرة العربية، ويتوسع في ذلك بدو أهل السودان فيقولون «العنبوبة» قاصدين «الأنبوبة»، و«سعَل» في «سأل»، و«فقع» في «فقأ».
ومع أن لهجات القبائل السودانية هي لهجة عربية، إلا أن العديد من المصطلحات والكلمات النوبية دخلت إلى اللهجة العربية السودانية، نظرا لاختلاط العرب وتزاوجهم مع النوبة.

## التاريخ

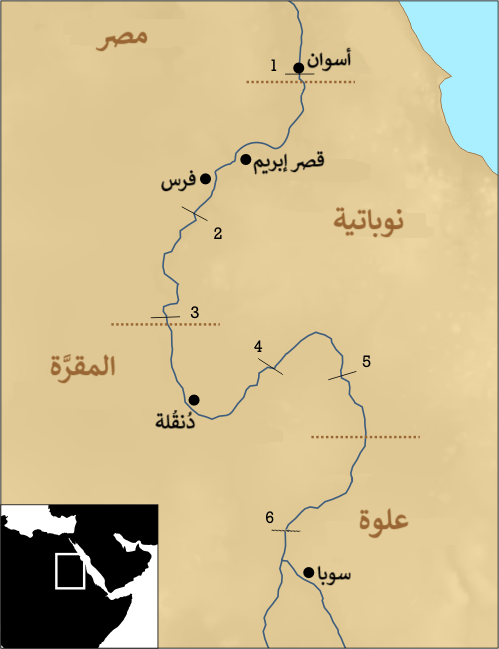
بلاد النوبة في الفترة المسيحية

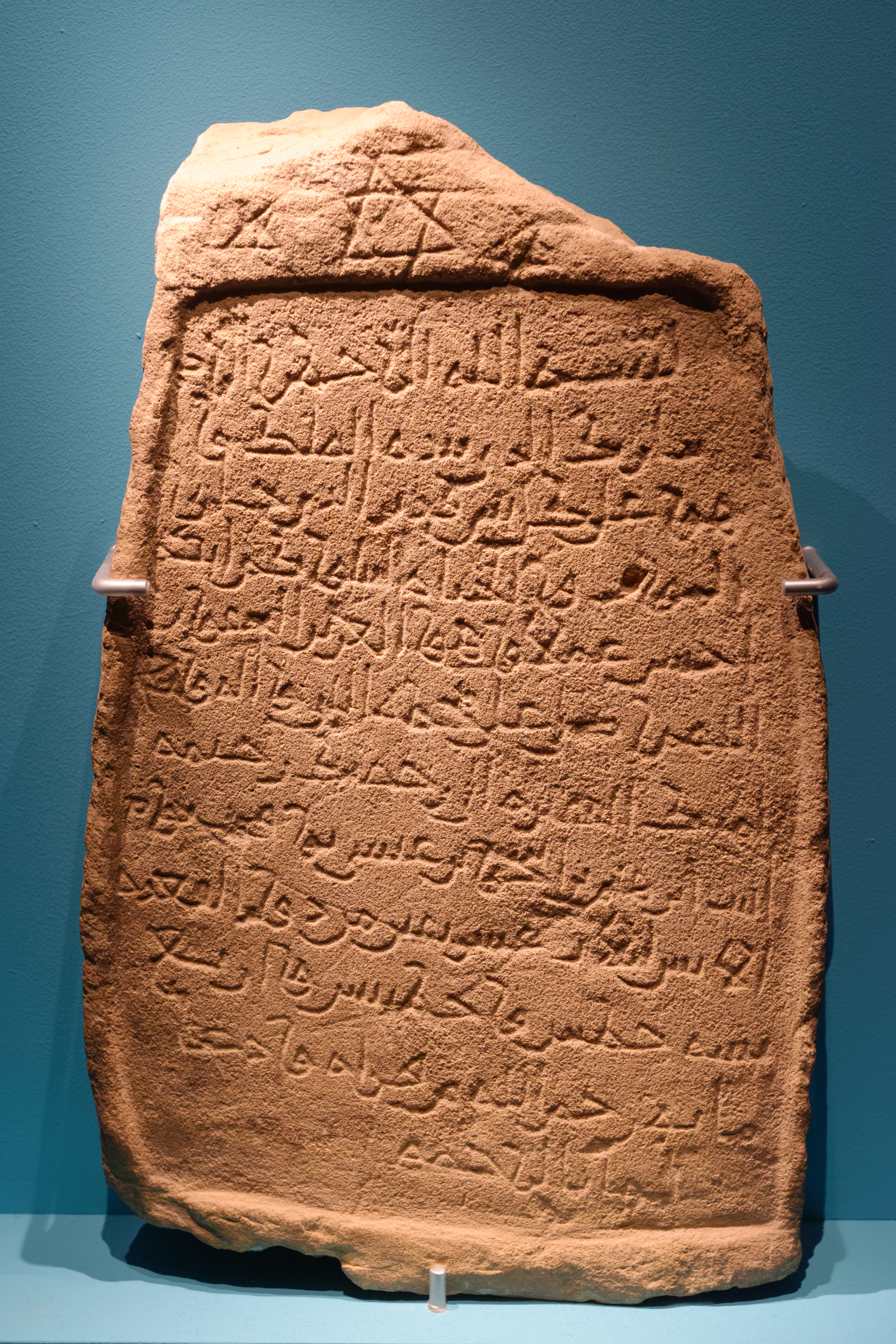
شاهد قبر عربي يعود للعام 1063م ، عثر عليه في مينارتي، شمال السودان.

على الرغم من ثبوت الوجود العربي المبكر، والاتصال ببلاد النوبة والسودان في فترة ما قبل الإسلام، إلا أنه لم يكن ذا تأثير واضح في سكان البلاد، فقد هاجرت عشيرة من الحضارمة إلى السودان قبل الإسلام، وامتزجوا بالبجا وبالذات الأرتيقة، كانت منهم الرئاسة ومنهم ينتخب الأمراء، وكانت عاصمتهم هَجَر، ويخضع لهم الزنافج. ثم انطلقوا بعد ذلك جنوبا، وقد شكلوا الطبقة الحاكمة البلوية التي سيطرت على المنطقة بين سواكن ومصوع في منطقة البني عامر.
ولكن أهم نقطة تحوُّل في تاريخ العَلاقة بين العرب المسلمين وبين منطقة وادي النيل وبلاد النوبة والسودان، حدثت بعد الفتح الإسلامي لمصر سنة 21هـ في عهد الخليفة الراشد عمر بن الخطاب، بقيادة الصحابي عمرو بن العاص كانت هي توقيع المسلمين لمعاهدة البقط مع ملوك النوبة والسودان من النصارى الذين كانوا يقيمون في شمالي السودان وحاضرتهم مدينة دنقلة؛ ذلك أن هذه المعاهدة تضمنت بنودًا مهمة سهَّلت وسمحت في مجملها للقبائل العربية بالهجرة، والتدفق نحو بلاد النوبة والسودان بشكل كبير لم يحدث له مثيل؛ مما مكَّنها مستقبلاً من الإحاطة بالكيانات النوبية المسيطرة، وتحول النوبيين وأهل السودان من المسيحية إلى الإسلام.
وحين وقَّع عبد الله بن سعد عهدَ الصلح مع ولاة النوبة نص صراحة على حق الترحال لرعايا البلدين في البلد الآخر دون الإقامة الدائمة، فساق هذا الحق التُّجار المسلمون إلى أعماق النوبة مع بضاعتهم وتجارتهم وعقيدتهم الإسلامية، واستطاعوا بما اكتسبوا من معرفةٍ بأحوال البلاد تمهيدَ الطريق لهجرة القبائل العربية في أعداد كبيرة، بل إن أعدادًا منهم قد استقرَّت في فترة مبكرة في سوبا عاصمة مملكة علوة المسيحية جنوب المقرة، حتى أصبح لهم حيٌّ كامل يُعرف بهم.
وأدى استقرار القبائل العربية في بلاد البجة إلى اختلاطِهم بقبائل البجة عن طريق المصاهرة، فنَقَلوا إليهم العقيدة الإسلامية، وتغيَّرت كثيرٌ من عاداتهم وتقاليدهم بهذا النسب الجديد.
إضافة لذلك، فإن مراعي النوبة وأراضيها أكثر خصوبة من أراضي ومراعي شبه الجزيرة العربية، وعلى وجه الخصوص النوبة الجنوبية (علوة)والتي تضم الان مناطق جنوب الخرطوم وولاية الجزيرة، التي كانت أكثر اتساعًا وأخصب أرضًا وأوفر ثروة من المقرة، إضافة إلى أن مناخ النوبة الشمالية (المقرة) يشابهُ مناخ وبيئة شبه الجزيرة العربية، وهو ما يوائم حياتهم التي جُبِلوا عليها في حب الترحال والتنقل، وقد كان لهذا التشابه في المناخ وطبيعة البلاد والأرض المسطحة، أثرُه في دفع هذه القبائل للتقدم نحو الجنوب، وهي قبائل بدوية رعوية، أو شبه رعوية لا تستطيع التقدم إلا في السهول المكشوفة؛ فكان تدفقهم في كل أرض وصلوها يقف عند اصطدامهم بعقبات طبيعية؛ كالبحار، والجبال، والغابات، وهذا ما حدث بالضبط؛ إذ إن تلك القبائل لم تتوقَّف في زحفها إلا عند المناطق التي تسوء فيها الطرق، وتتفشَّى فيها الأمراض الفتاكة، بَيْدَ أن هذه الجماعات العربية المهاجرة اختلطت بالعناصر النوبية والبجاوية في تلك المناطق، وأدى هذا الاختلاط إلى تأثر هؤلاء بالدماء العربية، التي كانت تتجدد باستمرار مع توالي وصول عناصر عربية جديدة إلى هذه الجهات.
هذا وقد تعاظمت أعدادُ القبائل العربية المهاجرة، وانتشرت أحياء العرب من جُهَينة في بلادهم - أي النوبة - واستوطنوها وملكوها. ونتيجة لهجرة القبائل العربية المختلفة إلى النوبة، اختلط العرب وتصاهروا مع السكان الأصليين النوبيين. وانتشرت اللغة العربية في جميع أرجاء بلاد النوبة.

## الدراسات الجينية

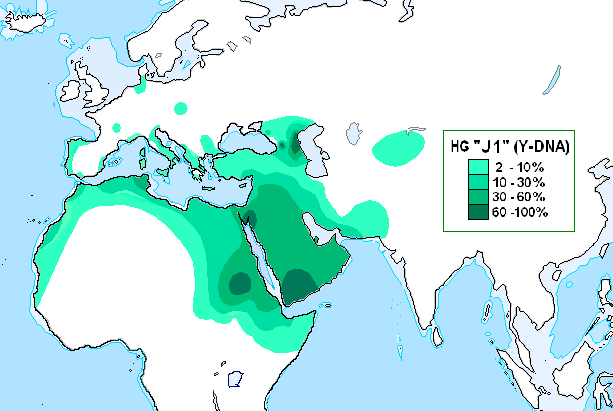
مناطق تواجد هابلوغروب j1

أثبتت دراسات وتحاليل الحمض النووي في علم الوراثة أن ترددات الهابلوغروب j1 الذي تنتمي إليه معظم القبائل العربية مرتفع في وسط السودان.